# Q-ガウス分布
q-ガウス分布（英: q-Gaussian distribution）は、分散一定の条件下でTsallisエントロピーを最大化して得られる確率分布。物理学者のコンスタンティーノ・ツァリスにより導出された。

## 特別なケース
- q = −1 のとき、ウィグナー半円分布となる
- q = 1 のとき、ガウス分布となる
- q = 1 + 2/ν + 1 のとき、自由度 ν のt分布となる
- q = 2 のとき、コーシー分布となる